# Dactylorhiza latirella
Dactylorhiza latirella är en orkidéart som först beskrevs av P.M.Hall, och fick sitt nu gällande namn av Károly Rezsö Soó von Bere. Dactylorhiza latirella ingår i Handnyckelsläktet som ingår i familjen orkidéer. Inga underarter finns listade i Catalogue of Life.